# Brides-les-Bains
 Brides-les-Bains  es una población y comuna francesa, en la región de Ródano-Alpes, departamento de Saboya, en el distrito de Albertville y cantón de Bozel.

## Demografía
| 728 | 638 | 557 | 583 | 611 | 593 |
| Para los censos de 1962 a 1999 la población legal corresponde a la población sin duplicidades (Fuente: INSEE [Consultar]) |     |     |     |     |     |